# Ткаченко Степан Кузьмич
Ткаченко Степан Кузьмич (нар. 13 квітня 1940, с. Шендерівка, Черкаська область)  — український журналіст, народний депутат, член Національної спілки журналістів України, радник Уповноваженого Верховної Ради України з прав людини.

## Освіта
Київський університет імені Тараса Шевченка, журналіст.

## Трудова діяльність
По закінченні середньої школи вступив до Київського ремісничого училища. Працював на будовах Києва, служив в армії, навчався в Київському університеті імені Тараса Шевченка. 1970–1973 — заступник редактора, з січня 1973 — редактор Вільнянської газети «Дніпровські вогні». Навчався в Вищій партійній школі. 1976–1982 — консультант Запорізького будинку політпросвіти. 1982–1994 — редактор Мелітопольської міськрайонної газети «Серп і молот», «Новий день». Працював керівником прес-служби Уповноваженого Верховної Ради України з прав людини.
Народний депутат України 2 скликання з квітня 1994 (2-й тур) до квітня 1998, Мелітопольський виборчій округ № 192, Запорізька область, висунутий трудовим колективом. Голова підкомітету з питань друкованих засобів масової інформації (преси) Комітету законодавчого забезпечення свободи слова та засобів масової інформації. Член групи «Конституційний центр».
Ініціатор і співавтор Закону України «Про державну підтримку засобів масової інформації та соціальний захист журналістів». Один з розробників законів «Про рекламу», "Про зміни і доповнення до Закону України «Про телебачення і радіомовлення», «Про порядок висвітлення діяльності органів державної влади та місцевого самоврядування» та ін., брав участь у розробленні і прийнятті Конституції України.
Член НСЖУ.
Державний службовець 1-го рангу.

## Джерело
- Довідка